# Schachtscheider
Als Schachtscheider bezeichnet man im Bergbau Bauelemente, die in Schächten zur Trennung der einzelnen Trume eingebaut werden. Durch den Einbau von Schachtscheidern wird jeweils ein separater und abgetrennter Bereich für die Fahrung, die Förderung, die Wasserhaltung und für die Wetterführung erstellt.

## Aufbau und Verwendung
Schachtscheider werden entweder aus Holz oder aus Mauerwerk hergestellt. Die Schachtscheider aus Holz werden durch Verschalung der Einstriche mittels seitlich angebrachten Brettern hergestellt. Werden nur zwei Trume erstellt, dann wird der Schachtscheider so erstellt, dass ein Förder- und ein Fahrtrum entsteht und die anfahrende Mannschaft vor den Fördergefäßen geschützt ist. Der Fahrschacht wird mit einer Klappe versehen, mit der die Bergleute den Fahrschacht bei der Fahrung verschließen können. Im Kalibergbau wurden in den Schächten extra abgedichtete Schachtscheider als  Schachtwetterscheider zur Wetterführung in einem Schacht verwendet. In einem, auch wettertechnisch, abgetrennten Bereich befand sich dann der Fahrschacht. Bei stärkerem Wetterzug war die Fahrung, mit den damals verwendetem offenen Geleucht, nur möglich wenn die Klappe bei der Fahrung geschlossen wurde.